# محمد عبدالرحمان (تیرانداز)
محمد عبدالرحمان (انگلیسی: Mohamed Abdul Rahman) تیرانداز اهل بحرین است. وی در بازی‌های المپیک تابستانی ۱۹۸۴ شرکت کرده‌است.